# بني حبيش (مبين)

تعديل مصدري - تعديل

بني حبيش هي إحدى قرى عزلة بني الشومي بمديرية مبين التابعة لمحافظة حجة، بلغ تعداد سكانها 547 نسمة حسب تعداد اليمن لعام 2004.